# Platja de Salinas
La platja de Salinas és un dels arenals més concorreguts de la costa central d'Astúries. Se situa a Salinas (Castrillón), una de les zones més desitjades de tot el territori asturià. Compta amb múltiples alternatives d'oci, i en les seves proximitats es troba el Real Club Nàutic i el Real Balneari, que va ser derrocat l'any 2000 i posteriorment reconstruït.

## Característiques
Posseeix una arenal que s'estén durant més de 2000 metres, compost d'una sorra molt fina i orada. La platja és coneguda pel seu fort onatge, apte per a la pràctica d'esports com a surf, windsurf o kitesurf, no obstant això a banda i banda posseeix sengles zones de bany més protegides del vent del nord-est.
També compta amb un imponent passeig marítim de 1500 metres de llarg, que voreja la platja i dirigeix al visitant al Museu d'Ancores Philippe Cousteau. En aquest lloc podrà trobar una important col·lecció d'ancores i un mirador damunt dels penya-segats.

## Festivals i esdeveniments
En aquest arenal se celebren anualment diferents esdeveniments relacionats amb el surf, mostra d'això és el VANS Salines Longboard Festival que ja va per la seva desena edició, i congrega a milers de persones amants d'aquest esport per gaudir de les exhibicions amenitzades per diferents actuacions i concerts.
A més també se celebra anualment en els voltants de la platja, més concretament en el túnel de Arnao, el Túnel Festival en el qual durant dos dies tallen la circulació del passeig marítim de Salines perquè tothom pugui gaudir de les actuacions en directe i de les imatges projectades en el vessant de la muntanya i en el propi túnel.

## Serveis
Aquesta platja compta amb lavabos, dutxes, lavapies, lloguer de tumbones, aparcament, papereres i diversos llocs de menjar i begudes. Així mateix té una central d'emergències i dos llocs secundaris on es troba el servei de salvament.
Per tot això la platja porta rebent diversos anys consecutius la bandera blava, màxim guardó per a les platges i ports esportius, atorgat per l'Associació d'Educació Ambiental i del Consumidor (ADEAC).
És accessible a peu, amb cotxe o amb autobús, doncs en els voltants hi ha parades de la línia L-1 (La Luz-Piedras Blancas).